# Chorebus rondanii
Chorebus rondanii är en stekelart som först beskrevs av Alfred Giard 1904.  Chorebus rondanii ingår i släktet Chorebus och familjen bracksteklar. Inga underarter finns listade i Catalogue of Life.